# Сорокин, Питирим Александрович
Питири́м Алекса́ндрович Соро́кин (23 января [4 февраля] 1889, село Туръя, Яренский уезд, Вологодская губерния — 10 февраля 1968, Винчестер, Массачусетс, США) — русский и американский социолог и культуролог, педагог. Один из основоположников теорий социальной стратификации и социальной мобильности.

## Биография

### Детство и отрочество
Питирим Сорокин родился 23 января (4 февраля) 1889 года в селе Туръя Яренского уезда Вологодской губернии (ныне Княжпогостский район, Республика Коми) в доме учителя Турьинского земского училища А. И. Панова, где семья будущего учёного остановилась зимой. Отец — Александр Прокопьевич Сорокин, русский, уроженец Великого Устюга, прошёл обучение в одной из великоустюжских ремесленных гильдий, получил свидетельство «мастера золотых, серебряных дел и украшения икон» и занимался церковно-реставрационными работами, странствуя из села в село. Мать Питирима Сорокина, Пелагея Васильевна, происходила из коми-зырянских крестьян, была уроженкой села Жешарт Яренского уезда Вологодской губернии. Питирим Сорокин был вторым сыном в семье. Его старший брат, Василий, родился в 1885 году, а младший брат, Прокопий, родился в 1893 году.
Мать Питирима умерла 7 марта 1894 года в селе Коквицы, где семья задержалась после рождения младшего ребёнка. После её смерти Питирим и его старший брат Василий остались жить с отцом, странствуя вместе с ним по деревням в поисках работы, а Прокопия забрала старшая сестра матери, Анисья Васильевна Римских, жившая со своим мужем, Василием Ивановичем, в деревне Римья.
Отец Питирима был склонен к чрезмерному употреблению алкоголя, вследствие чего у него бывали приступы белой горячки. В один из таких приступов он жестоко избил сыновей (следы травмы верхней губы сохранялись у Питирима несколько лет), что привело к тому, что братья покинули его и не встречались с ним до его смерти в 1900 году. Самостоятельная жизнь братьев складывалась довольно удачно, им удавалось получать заказы на роспись и украшение церквей, изготовление окладов икон.
Тем не менее, учение не было забыто. Если обучение Питирима было ранее бессистемным, то, работая в селе Палевицы (ныне Сыктывдинский район), он окончил школу грамоты. Вскоре жизнь Питирима Сорокина резко переменилась. Осенью 1901 года братьев пригласил на работу в село Гам священник Гамовской церкви Иван Степанович Покровский, дальний родственник отца, который в своё время помогал ему освоиться в Коми-крае. Он же руководил и Гамской церковно-приходской второклассной школой, где готовились учительские кадры для школ грамоты в сёлах и деревнях. Как пишет в своей литературной биографии Питирим Сорокин, он, выслушав вопросы и найдя их лёгкими, неожиданно вызвался быть проэкзаменованным вместе с другими детьми. Пройдя все вступительные испытания, он был принят в школу и получил стипендию в пять рублей, из которых на один год оплачивались комната и питание в школьном общежитии. В число изучаемых в школе предметов входили церковнославянский язык, Закон Божий, церковное пение, чистописание, русский язык, природоведение, арифметика. 2 июня 1904 года Питирим окончил с отличием Гамскую второклассную школу.
Благодаря рекомендациям известного просветителя народа коми Александра Николаевича Образцова, занявшего после смерти Покровского пост директора школы, Питирим получает возможность продолжить учёбу в церковно-учительской семинарии деревни Хреново (в Костромской губернии), где подружился с будущим экономистом Николаем Кондратьевым.

### Революционная юность
В 1906 году семнадцатилетний Питирим вступает в партию социалистов-революционеров (эсеров) и активно включается в процесс распространения революционных идей. В декабре этого же года он был арестован полицией, осуждён и заключён в тюрьму города Кинешма. Тюремный режим был довольно либеральным. Политические заключённые могли свободно общаться, было разрешено чтение книг. Сорокин знакомится с работами Михайловского, Лаврова, Маркса, Энгельса, Бакунина, Кропоткина, Толстого, Плеханова, Чернова, Ленина, Дарвина, Спенсера. Тюремный опыт подсказал будущему учёному и выбор темы первой научной монографии под названием «Преступление и кара». Через три с половиной месяца Сорокин был выпущен под гласный надзор полиции.
Заключение не избавило Питирима Сорокина от революционных идей, и он сбежал из-под полицейского надзора в Иваново-Вознесенск, где продолжил пропагандистскую деятельность под псевдонимом «Товарищ Иван». Однако тяжёлая жизнь «бродячего миссионера революции», постоянная угроза ареста, ухудшившееся здоровье потребовали взять передышку и отправиться к родственникам в деревню Римью.

### Переезд в Санкт-Петербург
Осенью 1907 года отсутствие каких-либо перспектив на хорошую работу или учёбу в родных местах подталкивают Питирима на переезд в Санкт-Петербург. В Петербурге старый приятель Фёдор Коковкин помогает Питириму найти место репетитора с проживанием в семье. Решив неотложные проблемы, буквально в тот же день Питирим приступает к достижению своей основной цели — поступлению в университет. С этим были определённые трудности. Было необходимо сдать экзамен на аттестат зрелости за восемь классов гимназии, включающий некоторые дополнительные знания, требуемые от экстернов, не имеющих классического образования. Такого экзамена Питирим не мог выдержать, так как не знал латинского или древнегреческого языка, французского или немецкого языка, а также математики. Для восполнения пробелов в образовании и сдачи экзамена было необходимо поступить в вечернюю школу, но это требовало значительной оплаты. В сложившейся ситуации Питирим решает попробовать поступить на известные Черняевские курсы. Для поступления на курсы Питирим решил воспользоваться протекцией профессора Каллистрата Жакова, своего земляка. В своём автобиографическом романе «Долгий путь» он передаёт рассказ жены Жакова, Глафиры Николаевны, об этом событии: «Открываю я дверь и вижу: стоит парень в косоворотке, с небольшой котомкой в руках. На мой вопрос, кого ему угодно видеть, он ответил, что он приехал от коми-народа и хотел бы видеть коми-профессора. Когда я спросила, где он оставил багаж, юноша показал на котомку и сказал: „Всё здесь“. На вопрос, есть ли у него деньги на жизнь, он жизнерадостно ответил: „Да, у меня ещё осталось пятьдесят копеек, уже есть, где жить, и двухразовое питание ежедневно. О деньгах я не беспокоюсь. Если будет нужно, заработаю“». За свою смелость молодой человек был вознаграждён. Каллистрат Фалалеевич действительно помог ему поступить на курсы, а также пригласил его бывать в своём доме. На Черняевских курсах преподавал блестящий состав педагогов. Среди профессоров, читавших лекции, — Н. И. Кареев, В. И. Бауман, Н. Е. Введенский, С. А. Венгеров, П. Л. Мальчевский, К. Ф. Жаков, С. А. Золотарёв, А. К. Ксенофонтов, М. М. Ковалевский, М. К. Линген, Г. С. Смирнов, И. Л. Сербинов, Г. В. Флейшер и др. Такая среда способствовала интеллектуальному и культурному развитию Питирима. Он не только посещал занятия, но и читал классические труды, посещал музеи, спектакли, концерты симфонической музыки, участвовал в работе различных кружков и обществ, вёл просветительскую работу среди рабочих петербургских заводов. Продолжается и дружба с профессором Жаковым. В 1908 году они вместе участвуют в экспедиции по изучению Печорского края.

### Университетские годы
После трёх семестров учёбы, в феврале 1909 года Питирим уехал к родственникам в Великий Устюг, где уже самостоятельно готовился к сдаче выпускного экзамена за гимназический курс. В мае 1909 года он успешно сдал этот экзамен и, после летнего отдыха, в сентябре, вернулся в Петербург, чтобы продолжить образование. В Петербурге Сорокину удалось преодолеть последнее препятствие на пути в высшую школу — в канцелярии губернатора он получил «свидетельство о благонадёжности». Поступать Питирим решил в Психоневрологический институт, открытый в 1908 году по инициативе В. М. Бехтерева. В институте читались лекции по широкому спектру дисциплин: анатомии, физиологии, химии, физике, биологии, психологии, философии, логике, социологии, литературе, искусству, математике, праву. В выборе Питирима сыграли роль не только его более гибкая, по сравнению с университетом, система обучения, но и то, что в Психоневрологическом институте была открыта первая кафедра социологии, основателями которой были два всемирно известных социолога начала XX века — М. М. Ковалевский и Е. В. Де Роберти. Обучение в институте было платным: было необходимо внести 150 рублей за год учёбы. Питирим сумел найти только 30 рублей, а остальные 45 рублей за первое полугодие учёбы обещал внести в сентябре под поручительство профессора Жакова. Однако деньги были так и не уплачены не только за первое, но и за второе полугодие, в результате чего в начале 1910 года он был отстранён от занятий и вместе со своим товарищем Н. Д. Кондратьевым уехал в село Баки Варнавинского уезда Костромской губернии. В июне 1910 года Питирим подал прошение о зачислении в число студентов юридического факультета Санкт-Петербургского университета, которое было удовлетворено в середине июля того же года. В конце августа Питирим вернулся в Петербург, чтобы начать учёбу. Юридический факультет был выбран им не случайно. Большинство курсов, затрагивающих социологические проблемы, читалось в то время именно на этом факультете. Среди профессоров факультета — М. М. Ковалевский, Л. И. Петражицкий, М. И. Туган-Барановский, Н. Н. Розин, А. А. Жижиленко, И. А. Покровский и Д. Д. Гримм. В 1910 году появились первые публикации Питирима, в которых он обобщил результаты своих этнографических экспедиций. Это вышедшая в «Известиях Архангельского общества изучения Русского Севера» статья «Пережитки анимизма у зырян» и художественный рассказ «Рыт-пукалом» (Вечерние посиделки), опубликованный в «Архангельских губернских ведомостях».
Питирим окончил университет в 1914 году, оставлен на кафедре уголовного права для подготовки к профессорскому званию. С 1915 года — редактор газеты «Народная мысль» (вместе с П. Витязевым и А. Гизетти). С 1916 года — приват-доцент.

### Годы революции
После Февральской революции принял активное участие в политической деятельности. Был одним из редакторов (вместе с Е. К. Брешко-Брешковской) центральной газеты партии эсеров «Воля народа». Участник I Всероссийского съезда Советов крестьянских депутатов, избран на нём членом Центрального исполнительного комитета; член исполкома Крестьянского совета. Секретарь А. Ф. Керенского. 26 мая 1917 года П. А. Сорокин женился на Елене Петровне Баратынской (1894—1975), с которой познакомился ещё в 1912 году на литературных вечерах в доме К. Ф. Жакова. Е. П. Баратынская, дочь поместного дворянина Таврической губернии, окончила Бестужевские курсы, по образованию  ботаник-цитолог. У них родилось два сына — Пётр и Сергей.
Осудил Октябрьскую революцию и активно выступал против неё. Был избран депутатом Учредительного собрания от Вологодской губернии по списку партии эсеров. 2 января 1918 арестован за подготовку покушения на Ленина (что не было доказано) и заключён в Петропавловскую крепость, освобождён 23 февраля. В марте 1918 входит в состав Союза возрождения России, объединившего эсеров, народных социалистов и кадетов для борьбы с большевиками. 7-16 мая участвует в нелегальном VIII Совете партии эсеров, в мае становится редактором газеты «Возрождение» в Москве.
В июне — октябре по заданию «Союза возрождения России» руководил подготовкой восстания против большевиков в районе Великий Устюг — Котлас — Архангельск. 30 октября в Великом Устюге сдался ЧК. Чекисты намеревались его расстрелять, но Сорокин попросил разрешения послать телеграмму В. И. Ленину с раскаянием. Сорокин написал открытое письмо в газету Северо-Двинского губисполкома «Крестьянские и Рабочие Думы» с отказом от членства в партии эсеров и решением отойти от политической деятельности, в том числе о выходе из Учредительного собрания. 20 ноября 1918 года письмо было перепечатано газетой «Правда». 21 ноября в «Правде» опубликована статья Ленина «Ценные признания Питирима Сорокина», в которой было сказано, что это не только открытое и честное признание своей политической ошибки, но и демонстрация начавшегося поворота мелкой буржуазии и эсеров от враждебности к нейтральности в отношении большевиков. В декабре Сорокин под конвоем был привезён в Москву и помилован.

### Вне политики
После отхода от политики Сорокин сосредотачивается на научной и преподавательской деятельности: сотрудничал с Наркоматом просвещения, принимал участие в учебно-научных экспедициях. Он читает лекции в Петроградском университете, Психоневрологическом институте, Сельскохозяйственном институте, Институте народного хозяйства, Институте живого слова, на всевозможных «обучах», ликбезах, ведёт исследовательскую работу в «Институте мозга». В 1920 году Сорокин публикует двухтомную «Систему социологии». Однако к Сорокину начинаются претензии властей. Уничтожается подготовленная к печати его книга «Голод как фактор».

### Эмиграция
В условиях НЭПа В. И. Ленин поставил вопрос о необходимости продолжения жёсткого идеологического контроля над содержанием обучения по общественным дисциплинам. Руководство страны решило отстранить от преподавания и от руководства наукой «буржуазную профессуру». Летом 1922 года в Советской России прошли аресты научной и творческой интеллигенции.
Против Питирима Сорокина по вопросу статистики разводов населения Петрограда выступил В. И. Ленин. Объясняя появление публикаций Сорокина неопытностью тогдашних работников газет, Ленин указывал, что профессоров и писателей, которые для воспитания масс «годятся не больше, чем заведомые растлители годились бы для роли надзирателей в учебных заведениях для младшего возраста», революционный пролетариат «вежливо выпроводил» бы из страны.
По постановлению Коллегии ГПУ от 26 сентября 1922 года выслан за границу из Петрограда на поезде, став одним из тех, кого позднее стали ассоциировать с «философским пароходом». Подписал документ о невозвращении в Россию под страхом применения к нему расстрела. Первоначально выехал в Берлин. Проживал в Праге (Чехословакия), редактировал журнал «Крестьянская Россия».

### В США

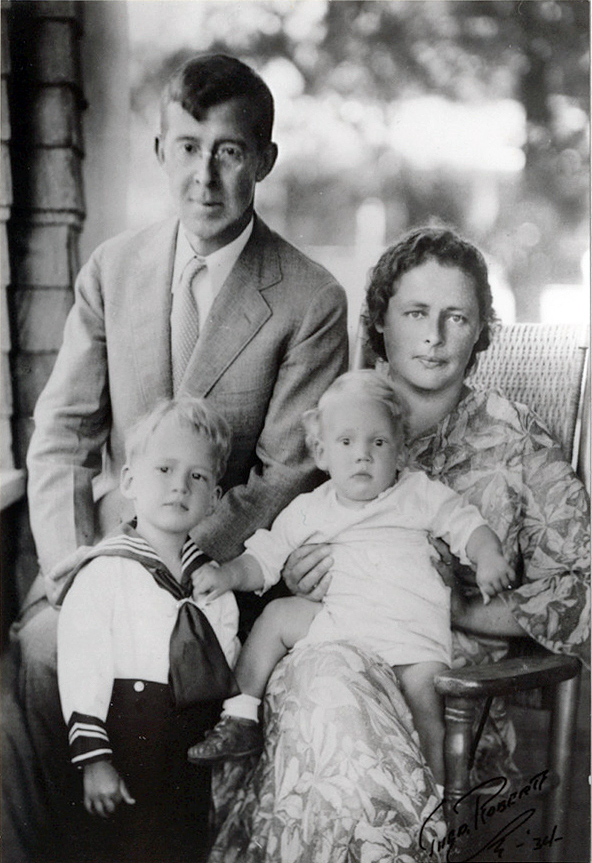
Питирим Сорокин с семьёй

В октябре 1923 года приглашён в США американскими социологами для чтения курса лекций по истории русской революции, с которыми Сорокин выступал в различных колледжах и университетах. В 1930 году получил американское гражданство. В 1931 году основал социологический факультет в Гарвардском университете и руководил им до 1942 года. В 1931—1959 годах — профессор Гарвардского университета, первый профессор социологии в этом университете. В 1965 году — президент Американской социологической ассоциации. В круг общения П. А. Сорокина входил известный юрист-адвокат М. Я. Лазерсон.

### Дети
В 1931 и 1933 годах у четы Сорокиных родились сыновья — Пётр и Сергей. В Гарварде оба сына защитили диссертации: Пётр — по прикладной физике, Сергей — по биологии.
После рождения Петра семья Сорокиных переехала из Кембриджа в Винчестер, где они приобрели дом.

## Научное наследие

### Правоведение
Питирим Сорокин сформировал русскую школу социологии уголовного права и криминологии.
Опираясь на психологическую школу права своего учителя Л. И. Петражицкого, Сорокин предлагал квалифицировать деяние как преступное на основе специфических переживаний индивида, в результате которых сам индивид считает поступок преступным. Это принципиально отличалось от позиции французского социолога Э. Дюркгейма, считавшего, что поступок преступен, когда «он оскорбляет сильные и определённые состояния коллективного сознания». Сорокин считал, что подход Дюркгейма ставит индивида в полное подчинение коллективному сознанию. Сорокин допускал, что если человек опережает своё общество и с более высокой нравственной позиции отвергает шаблоны поведения общества, то такой человек не является преступником. Наоборот, преступными являются навязываемые шаблоны поведения, поскольку они оскорбляют более высокое индивидуальное сознание.
Правила поведения индивида Сорокин разделял на дозволенные, запрещённые и рекомендованные.
Более сильная часть общества, считал он, навязывает остальным свои шаблоны поведения, посредством двоякого рода стимулов — положительных (награды) и отрицательных (кара). На основе анализа исторического опыта разных народов Сорокин пришёл к выводу, что с усложнением общественного развития, с ростом социальной дифференциации и с расширением социального взаимодействия возрастает скорость изменения шаблонов поведения.
Они становятся более гибкими, легче поддаются изменению и, как следствие этого, уже не требуют применения жёстких стимулов (в виде жёсткой кары и значительной награды), характерных для ранних эпох. Таким образом, по мере культурного развития общества значение кары и награды как регулятора поведения и фактора снижения социальных конфликтов снижается.
Перу Питирима Сорокина принадлежит один из первых русских учебников по общей теории права. Критически анализируя в своём учебнике различные подходы к понятию права, Сорокин трактовал право как такие издаваемые и охраняемые государством общеобязательные правила поведения, в которых свобода одного лица согласуется со свободой других лиц в целях разграничения и защиты интересов человека.
Таким образом идеи Рудольфа Иеринга и Коркунова о праве как форме защиты и разграничения интересов дополняются у Питирима Сорокина очень важной характеристикой права как формы согласования свободы различных субъектов правового регулирования. Свобода личности, по мнению Сорокина, — это цель правового развития, а мера раскрепощения личности, расширения её основных прав и свобод — это критерий правового прогресса человечества.
Характеризуя социальную роль права, Сорокин трактовал право как конституирующее начало любой общественной группы. Все социальные образования и институты (семью, государство, церковь, партию, профсоюзы, школу, университет, организованную группу преступников и т. д.) он рассматривал как социально-практическую форму объективации и олицетворения правовых норм и убеждений всех или решающего большинства членов соответствующего социального образования. Здесь также сказалось определённое влияние на Сорокина психологической теории права Л. И. Петражицкого, согласно которой любая группа лиц (в том числе и преступники) имеет своё интуитивное (неофициальное) право, определяющее поведение группы.
Большое внимание в учебнике Питирима Сорокина уделено проблеме взаимодействия права и морали. «Мораль и право всех народов, всех времён, писал он, — хорошим и должным поведением по адресу „ближних“ считали поведение, совпадающее с заповедью любви и солидарности, а не поведение, руководствующееся заветом ненависти к ближнему, причинения ему вреда, то есть, поведение общественно вредное. Таков практический опыт человечества и указываемый им критерий улучшения или ухудшения как самого права, так и морально-правового состояния человечества. Тот же критерий диктуется и современной морально-правовой совестью человечества». К этой теме Сорокин неоднократно возвращался и в более поздних работах американского периода (прежде всего в книге «Политика и мораль. Кто должен сторожить стражу?» и во втором томе своей знаменитой «Социальной и культурной динамики», целиком посвящённым проблемам «флуктуации систем истины, этики и права»). Развивая свои прежние подходы, Сорокин рассматривал право как наиболее точный показатель перемен, происходящих в правах и в этноюридической ментальности.

### Социология
В «Общедоступном учебнике социологии» Питирима Сорокина, в котором собраны статьи разных лет, выделяется работа «Национальность, национальный вопрос и социальное равенство», написанная в российский период жизни Питирима Сорокина. Анализируя понятие национальность, Сорокин пришёл к выводу, что ни одна из существующих теорий не знает ответа на вопрос, что такое национальность, и не может чётко обосновать главные факторы, объединяющие людей в нацию (язык, религия, общие исторические воспоминания и т. п.). Развивая мысль о том, что любое объединение людей может считаться социальным, «когда это соединение по своим социальным функциям или социальной роли представляет нечто единое, когда его части действуют в одном направлении и представляют единое целое», он отмечал, что проблема национальной идентичности имеет социальный характер. Рассматривая эту проблему в правовой плоскости, Сорокин обосновывает мысль о том, что национальное неравенство есть лишь частная форма общего социального неравенства. «Поэтому тот, кто хочет бороться против первого, должен бороться против второго, выступающего в тысяче форм нашей жизни, и сплошь и рядом гораздо более ощутимых и тяжёлых». «Полное правовое равенство индивида», — вот исчерпывающий лозунг. Кто борется за него, тот борется против национальных разграничений". Говоря о принципах построения будущей Европы, Сорокин призывал отказаться от утопии национального государства как основы переустройства карты Европы. «Спасение не в национальном принципе, — утверждал он, — а в федерации государств, в сверхгосударственной организации всей Европы на почве равенства всех входящих в неё личностей, — поскольку они образуют сходную группу, — и народов».
После высылки из России интересы учёного сосредоточились главным образом на общих процессах социальной организации и широком обозрении истории человечества с позиций теоретико-социологического подхода. Сорокин рассматривал социальную жизнь как сложную систему, состоящую из подсистем, относящихся к сфере религии, этики, экономики, политики, права, науки, искусства и т. д. В главной книге «Социальная и культурная динамика» на основе эмпирико-статистического изучения этих подсистем общей «социокультурной системы» пришёл к выводу, что в истории человечества существует три суперсистемы, периодически сменяющие друг друга: идеациональная, идеалистическая и чувственная. Каждая из них характеризуется соответствующим только ей пониманием реальности, природой потребностей, степенью и способами их удовлетворения. «Всякая великая культура, — писал Сорокин, — есть не просто конгломерат разнообразных явлений, сосуществующих, но никак друг с другом не связанных, а есть единство или индивидуальность, все составные части пронизаны одним основополагающим принципом и выражают одну, и главную ценность». Для идеационального типа культуры характерна всесторонняя — то есть, существующая в науке, искусстве, философии, праве и т. д. и даже в быту —ориентация на трансцендентные (потусторонние, сверхчувственные) ценности. В культуре чувственного типа, напротив, преобладают ценности материального и материалистического характера. В идеалистическом типе синтезированы ценности культур двух иных типов. Наряду с этим существует и такой тип культуры, в рамках которого ценности чувственного, идеационального и идеалистического типов сосуществуют, не образуя органической связи. Такой тип культуры характерен, как правило, для эпохи упадка.
Смысл предлагаемой Сорокиным концепции социокультурной динамики заключается в том, что каждый из этих циклически сменяющих друг друга типов культуры имеет свои законы развития и пределы роста.
Основная идея Питирима Сорокина как социолога — идея интегрализма, в соответствии с которой социологическое знание будет развиваться в сторону создания обобщающей теории структуры и динамики различных социокультурных систем, а противоречивое многообразие реально существующих социокультурных систем в перспективе будет трансформироваться в некий интегральный социокультурный строй.
Социологическая метатеория должна, по мнению Сорокина, интегрировать всё гуманитарное знание своего времени в целостную систему.
В конце жизни им были поставлены задачи и обрисованы перспективы объединения в рамках такой системы не только гуманитарного, но и естественно-научного знания.
Отсутствие в современной Сорокину социологии выраженной тенденции к подобной интеграции научного знания, совместимости и взаимодополняемости многочисленных аналитических и фактологических теорий он рассматривал как серьёзную опасность, угрожающую дальнейшему творческому росту социологии.
Современное социологическое знание, отмечал Сорокин, «напоминает знание некоторых несобранных кусков детского конструктора. Загадка остаётся не решённой, несмотря на знание её частей». Если социология неопределённо долго останется в таком положении, «она обречёт себя на стерильное состояние знания всё большего и большего о всё меньшем и меньшем; если она выберет путь роста, она должна, в конце концов, войти в фазу синтезирующей, обобщающей и интегративной социологии». Питирим Сорокин предполагал переход социологии в новый период великого синтеза, когда различные теории, содержащие свою долю истины, будут во всё большей мере интегрироваться в синтезированные теории грядущей социологии.
Подобная нацеленность на интегральное знание была характерна и для его трактовки права. Он стремился дать обобщение исторических, социокультурных и методологических сведений о феномене права в рамках обобщённой «синтетической» теории права.

### Политика
Политические интересы Питирима Сорокина концентрировались главным образом на проблемах легитимности власти, перспектив представительной демократии в России, связи национального вопроса с демократическим устройством страны.
В 1947 году Сорокин выступил с программой «спасения человечества» на базе «альтруистической любви и поведения». Кроме того, он, совместно с Н. С. Тимашевым стал одним из авторов концепции конвергенции России и США периода Второй мировой войны. Основываясь на циклических закономерностях социальных революций (о которых говорили, в частности, А. Токвиль и И. Тэн), Сорокин высказал предположение, что после упадка коммунизма настанет период роста новой, жизнеспособной России. Современная эпоха кризиса, считал Сорокин, закончится созданием новой идеациональной культуры, а центр культурного лидерства на рубеже XX—XXI веков переместится в Россию. Найти выход из кризиса поможет распространение в мире идей альтруистической любви, изучению и пропаганде которой учёный посвятил последние годы своей жизни.
Развивая свои ранние идеи о социальной солидарности и этике любви, Сорокин выступил с программой спасения человечества на базе альтруистической любви и поведения и основал в Гарварде Центр по изучению творческого альтруизма.
Питирим Сорокин входил в интеллектуальную элиту американского общества, при этом во многом американские ценности учёный не принял.
Лекции Питирима Сорокина в Гарварде слушали дети президента Рузвельта, а также будущий президент Джон Кеннеди, с которым впоследствии Питирим Сорокин состоял в переписке.
Исторический процесс рассматривал как циклическую смену основных типов культуры, в основе которых интегрированная сфера ценностей, символов. Утверждая, что современная культура переживает общий кризис, Сорокин связывал его с развитием материализма и науки и выход видел в развитии религиозной «идеалистической» культуры.

### Философия истории
Сорокин является автором теории исторического круговорота, основанной на понятии социокультурной суперсистемы. В зависимости от преобладающего мировоззрения социокультурные суперсистемы бывают трёх главных типов: идеальная (религиозное мировоззрение), идеалистическая (переходное между религиозным и материалистическим мировоззрение) и сенситивная (материалистическое мировоззрение). Идеальная суперсистема господствовала в Древней Греции с 6 по 4 век до нашей эры и в эпоху Средневековья.
Сенситивная суперсистема господствовала в античной цивилизации с 3 века до нашей эры до 1 века нашей эры и в современной западной культуре с XVI века по настоящее время Идеалистическая суперсистема господствовала с 1 века нашей эры до гибели Римской империи в 5 веке нашей эры. Культура включает в себя три обязательных компонента: совокупность идей и взглядов, господствующих в обществе, материальная культура, социальный компонент.

## Память. Организации, изучающие творческое наследие Питирима Сорокина

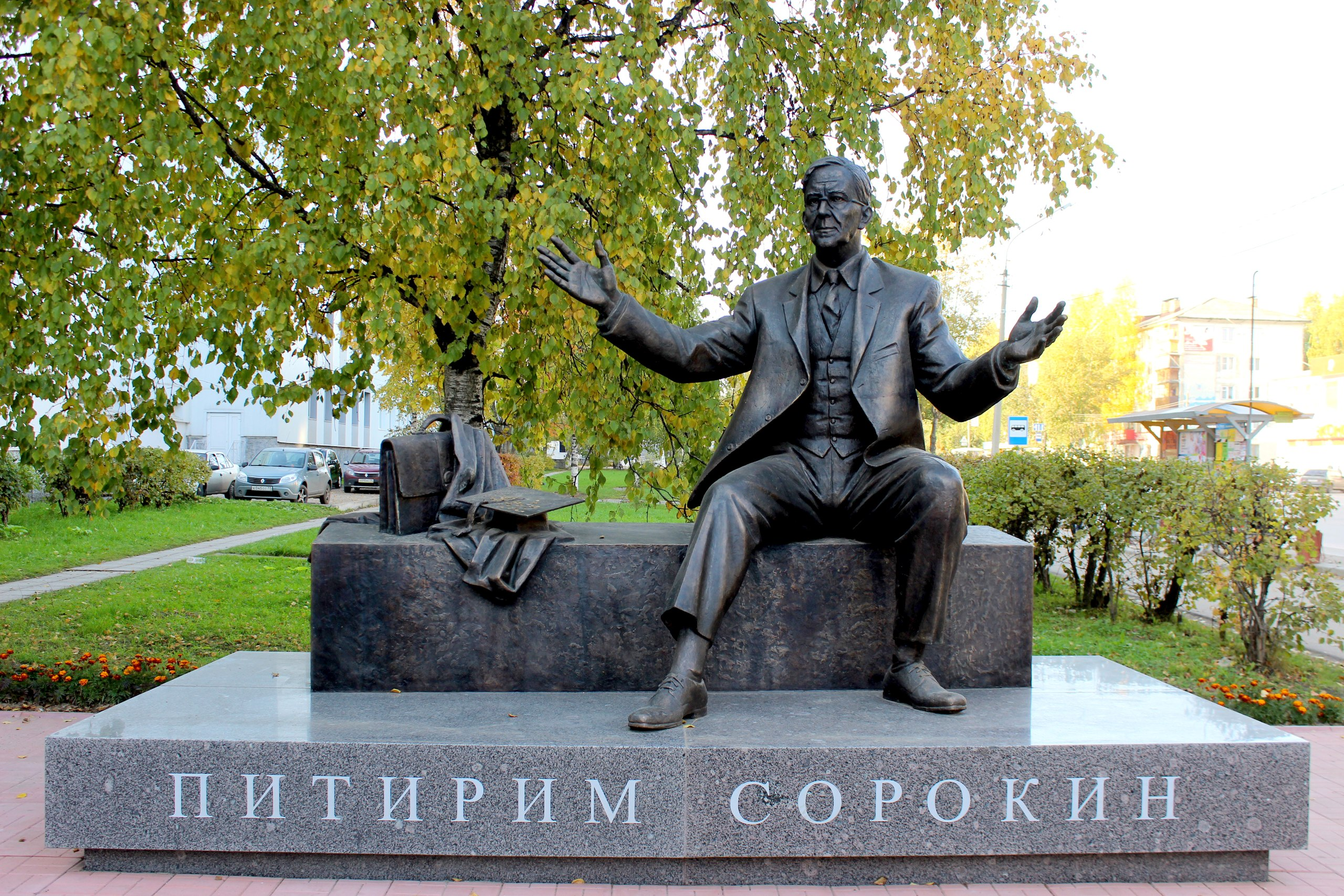
Памятник П. А. Сорокину перед Сыктывкарским государственным университетом, который носит его имя

22 августа 2014 года перед входом в Сыктывкарский государственный университет открыт памятник Питириму Сорокину (скульптор Андрей Ковальчук). С 2015 года Сыктывкарский государственный университет носит имя Питирима Сорокина.

### Региональный учебно-научный центр имени Питирима Сорокина
Региональный учебно-научный центр имени Питирима Сорокина (Сыктывкар) был создан 25 февраля 2009 года решением учёного совета Сыктывкарского государственного университета. Занимался изучением творческого наследия Питирима Сорокина, размещённого в коллекциях Канады (Саскачеванский университет), США и Европы. Основной проект центра — издание книги «Питирим Сорокин: избранная переписка». Закрыт по решению учёного совета ВУЗа 27 октября 2010 года.

### Государственное бюджетное учреждение Республики Коми «Центр „Наследие“ имени Питирима Сорокина»
Постановлением Правительства Республики Коми от 12.11.2010 в Сыктывкаре создано Государственное бюджетное учреждение Республики Коми «Центр „Наследие“ имени Питирима Сорокина». Основная задача Центра — изучение и популяризация в республике наследия П. А. Сорокина и других выдающихся деятелей Коми науки и культуры. Центр возглавила доктор исторических наук Э. А. Савельева. С 2013 г. возглавляет кандидат исторических наук О. Ю. Кузиванова. Центр издаёт собрание сочинений Питирима Сорокина, проводит лекции и мероприятия для школьников и студентов по популяризации жизни и творчества Питирима Сорокина и других выдающихся деятелей Коми края, выпускает научный журнал «Наследие», организует конференции и круглые столы.

### Фонд Питирима Сорокина
В апреле 2011 года в Винчестере (штат Массачусетс, США) образован Фонд Питирима Сорокина. Фонд создан сыном Питирима Сорокина Сергеем и является некоммерческой организацией. Среди основных задач Фонда:
- сохранение и защита международных авторских прав наследия Питирима Сорокина;
- популяризация научного творчества Питирима Сорокина;
- содействие в научных исследованиях в различных областях социологии;
- помощь в проведении благотворительных, научных и образовательных мероприятий в рамках популяризации творчества Питирима Сорокина

Сергей Питиримович Сорокин и Ричард Фрэнсис Хойт образуют Совет директоров Фонда. Исполнительный директор Фонда — Павел Петрович Кротов.

### Основные издания трудов П. Сорокина

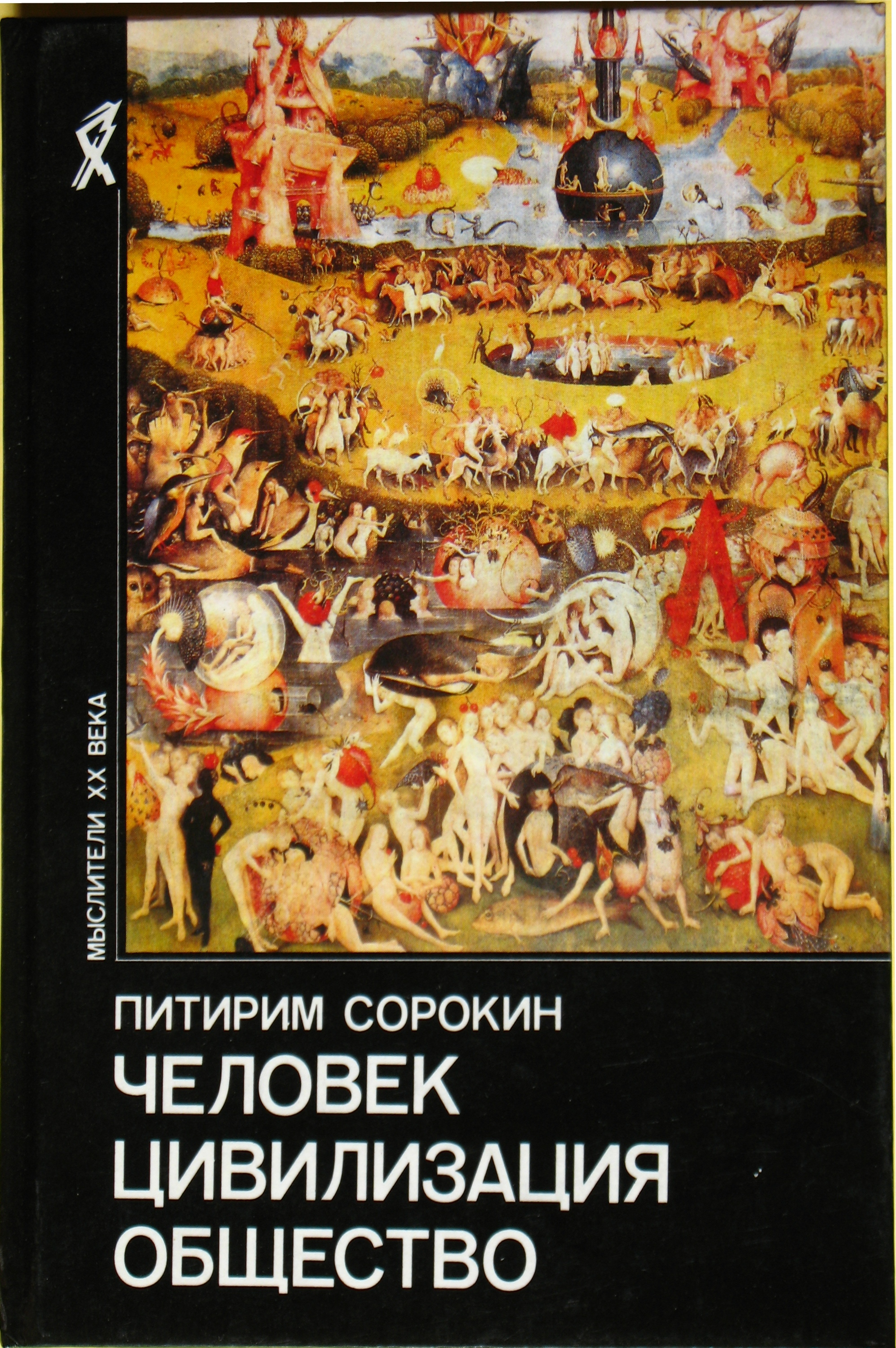
Питирим Сорокин в серии «Мыслители XX века». Политиздат, 1992

- Pitirim Sorokin. Modern Historical and Social Philosophies. — New York: Dover Publications, 1963.
- Преступность и её причины / П. А. Сорокин. — Рига: Наука и жизнь, [1913]. — 46 с. — (Миниатюрная библиотека «Наука и жизнь»; № 22).
- Преступление и кара, подвиг и награда: Социол. этюд об основных формах обществ. поведения и морали / П. А. Сорокин; С предисл. проф. М. М. Ковалевского. — СПб.: Я. Г. Долбышев, 1914. — L, 3-456 с.
  - Преступление и кара, подвиг и награда: Социол. этюд об основных формах обществ. поведения и морали: К 110-й годовщине со дня рождения / Питирим Сорокин; Подгот. В. В. Сапов. — СПб.: Изд-во Рус. Христиан. гуманитар. ин-та, 1999. — 446, [1] с. (Серия «Русская социология XX века» / Рус. христиан. гуманитар. ин-т). ISBN 5-88812-055-3
- Система социологии. Т.1-2. — Пг., 1920.
  - Система социологии / Питирим Александрович Сорокин. — М.: Астрель, 2008. — 1003 с., [1] л. портр.; 22 см. — (Социальная мысль России). ISBN 978-5-271-14765-4
- Современное состояние России — Прага, 1922.
- Социальная и культурная динамика: Исслед. изм. в больших системах искусства, истины, этики, права и обществ. отношений = Social & Cultural dynamics: A Study of Change in Major Systems of Art, Truth, Ethics, law and Social Relationships / Питирим Сорокин; Пер. с англ. В. В. Сапова. — Санкт-Петербург: Изд-во Рус. Христиан. гуманитар. Ин-та, 2000. — 1054 с. — (Социология: Университет. б-ка / Ин-т социологии РАН, Междунар. ин-т Н. Кондратьева — П. Сорокина). ISBN 5-88812-117-7 (Главный труд Сорокина в четырёх томах в 1937—1941 гг. Приобрел славу классического труда в области социологии и культурологии)
- Социология революции / Питирим Сорокин. — М.: Территория будущего: РОССПЭН, 2005 (ППП Тип. Наука). — 702, [1] с. — (Серия: Социология. Политология). ISBN 5-8243-0617-6
- Социальная мобильность / Питирим Сорокин; [пер. с англ. М. В. Соколовой]. — М.: Academia: LVS, 2005. — XX, 588 с. ISBN 5-87444-221-9
- Элементарный учебник общей теории права в связи с учением о государстве / Питирим Сорокин; Санкт-Петербургский гос. ун-т, Фак. социологии. — СПб.: Изд-во Санкт-Петербургского ун-та, 2009. — 238, [1] с. ISBN 978-5-288-04830-2
- Социологические теории современности: Специализир. информ. по общеакад. прогр. «Человек, наука, общество: комплекс. исслед.» / Сорокин П. А.; [Пер. и предисл. С. В. Карпушиной]; АН СССР, ИНИОН, Всесоюз. межвед. центр наук о человеке при президиуме АН СССР. — М.: ИНИОН, 1992. — 193, [1] с.
- Сорокин П. А. Голод как фактор. Влияние голода на поведение людей, социальную организацию и общественную жизнь. — М.: Academia & LVS, 2003. — XII, 678, [5] с. — ISBN 5-87444-186-7.
- Человек. Цивилизация. Общество / Питирим Сорокин; [Общ. ред., сост. и предисл., с. 5-24, А. Ю. Согомонова]. — М.: Политиздат, 1992. — 542, [1] с. — (Мыслители XX века. Редкол.: Т. И. Ойзерман (пред.) и др.). ISBN 5-250-01297-3
- Кризис нашего времени: социальный и культурный обзор = The crisis of our age/ Питирим Сорокин. — М.: ИСПИ РАН, 2009. — 384, [3] с. ISBN 978-5-7556-0409-3
- Дальняя дорога: Автобиография / Питирим Сорокин; [Пер. с англ., общ. ред., сост., предисл. и примеч. А. В. Липского]. — М.: Изд. центр «Терра»: Моск. рабочий, 1992. — 302, [2] с. ISBN 5-239-01378-0
- Человек и общество в условиях бедствий: (Влияние войны, революции, голода, эпидемии на интеллект и поведение человека, социальную организацию и культурную жизнь) / Пер. с англ., вступ. ст. и примеч. В. В. Сапова. — СПб.: Изд. дом «Міръ», 2012 ISBN 978-5-98846-093-0
- Питирим Сорокин: избранная переписка / Под ред. П. П. Кротова / Перевод, вступ. статьи и комментарии П. П. Кротова и А. Ю. Долгова. — Вологда: Древности Севера, 2009.
- Американская сексуальная революция = The American Sex Revolution / Питирим Сорокин; Пер. с англ. Г.Ф. Войтенкова. — М.: Изд-во «Проспект», 2006. — 152 с. ISBN 5-98597-047-7